# Ralf Haber

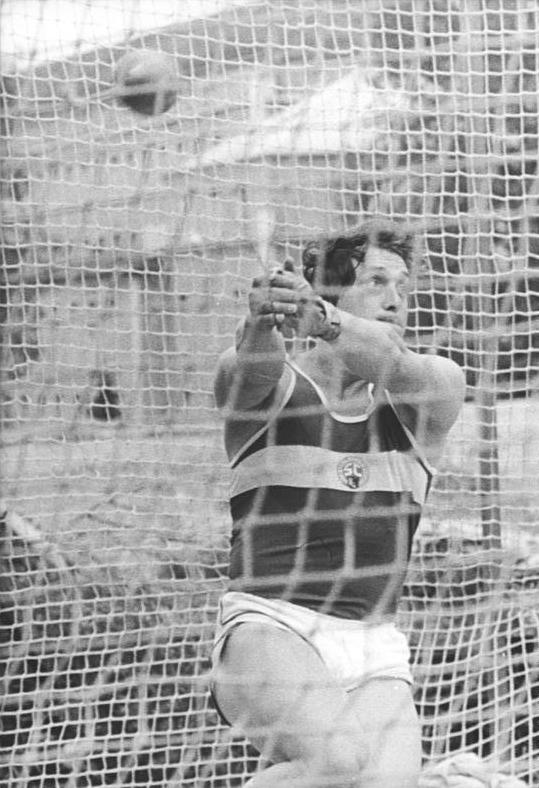
Ralf Haber wird DDR-Meister 1984

Ralf Haber (* 18. August 1962 in Altenburg) ist ein deutscher Leichtathlet und Olympiateilnehmer, der – für die DDR startend – in den 1980er Jahren zu den weltbesten Hammerwerfern gehörte. Sein größter Erfolg ist die Bronzemedaille bei den Weltmeisterschaften 1987.

## Leben
Er erreichte bei den Junioreneuropameisterschaften 1981 den vierten Platz. 1983 startete er bei den Weltmeisterschaften, schied aber in der Qualifikation ohne gültigen Versuch aus. Bei den Europameisterschaften 1986 kam er in Stuttgart auf den sechsten Platz (78,74 m).
1987 war sein erfolgreichstes Jahr. Bei den Weltmeisterschaften in Rom gewann er Bronze (ungültig – 77,92 – 78,94 – 79,18 – 80,76 m – 78,78). Außerdem wurde Haber Zweiter beim Europacup in Prag. Bei den Olympischen Spielen 1988 landete er auf Platz vier (80,44 m). 1989 wurde er sowohl beim Europacup als auch beim Weltcup Dritter.
Seine im Jahre 1988 erzielte Bestleistung von 83,40 m ist deutscher Rekord (Stand: 31. Dezember 2012).
Der DDR-Meister der Jahre 1984 und 1987 bis 1989 gehörte dem SC Karl-Marx-Stadt an. Er war in seiner aktiven Zeit 1,90 m groß und wog 115 kg. In den nach der Wende öffentlich gewordenen Unterlagen zum Staatsdoping in der DDR fand sich bei den gedopten Sportlern auch der Name von Haber.